# Contea di Qingshen
La contea di Qingshen (青神县S, Qīngshén XiànP) è una contea della Cina, situata nella provincia di Sichuan e amministrata dalla prefettura di Meishan.